# Velká galaktická válka
Velká galaktická válka je fiktivní konflikt v prostředí Hvězdných válek, který se odehrával v době staré Republiky více než tři a půl tisíciletí před událostmi z filmové série v letech 3 681 - 3 653 BBY a trval 28 let. Tato válka předznamenala děj MMO počítačové hry Star Wars: The Old Republic jako velmi rozsáhlá série událostí, jež se udály před startem příběhu hry. Tento konflikt navazuje na jiné fiktivní konflikty ve světě Star Wars, jež byly představeny v RPG počítačových hrách Star Wars: KotOR a Star Wars: KotOR II: The Sith Lord.
Tato válka se na první pohled zdá být izolovaným konfliktem mezi řádem Jedi a Sithy, ale ve skutečnosti má mnoho společného se sithskými válkami a Mandalorianskými válkami z doby o 300 let dříve.

## Vývoj konceptu
Poté, kdy byly prostřednictvím her Star Wars: KotOR a Star Wars: KotOR II: The Sith Lord představeny konflikty Mandalorianské války, Jedijská občanská válka a První jedijské vyhlazení, zůstávalo v příběhu série KotOR mnoho otázek a neuzavřených kapitol. Druhý díl se navíc dostal pod palbu kritiky za to, že byl vydán nedokončený a s mnoha dírami v příběhu.
Ironií osudu bylo toto selhání nakonec impulsem k tvorbě toho, čím se nakonec staly Star Wars: The Old Republic (dále SW:TOR) a díky úspěchu jiné MMORPG World of Warcraft z dílny konkurenčního Blizzardu Entertainment doba kolem roku 2005 přála vývoji tohoto žánru. BioWare proto požádal firmu LucasArts o partnerství na největší dosavadní společný projekt, který šéfdesigner James Ohlen nazval v reakci na kritiku ze strany zklamaných fanoušků žádajících KotOR III, „obrovitánskou hrou,“ do které by se vešly všechny ostatní hry, které BioWare dosud vytvořil. Totéž platí i o příbězích v SW:TOR, mezi které patří i tato Velká galaktická válka.
Závěr Velké galaktické války byl zveřejněn jako vůbec první část příběhu v téměř čtyřminutovém traileru s názvem "Deceived" (česky: Oklamáni) na akci E3 Entertainment Expo 2009, pořádaném firmou Electronic Arts během tiskové konference 1. června 2009 V této ukázce se veřejnost dověděla o úskoku, který Sithské impérium podniklo k oklamání Republiky, a kolosální bitva v Chrámu Jediů při přepadení Coruscantu. O rok později, dne 14. června 2010, vyšel druhý trailer s názvem "Hope" (česky: Naděje), který ukázal jednu z důležitých bitev této války na světě Alderaan, kde se diváci mohli seznámit s velmistrem Jedi Satele Shan v boji se sithským lordem Darth Malgusem, který se vyskytl jako hlavní postava i v "Deceived". O necelý měsíc později, dne 9. července 2010 byl vydán třetí trailer s názvem "Return" (česky: Návrat) při příležitosti akce E3 Entertainment Expo 2011, kde si diváci mohli prohlédnout začátek celého tohoto konfliktu, při němž se Sithové náhle vynořili z hlubin vesmíru, aby dobyli zpět svůj domovský svět Korriban. V té době již běžel betatest hry.
Hra SW:TOR nakonec vyšla 20. prosince 2011 a spolu s ní začala vycházet další videa vyprávějící slovy mistra Jedi Gnost-Durala dějiny bezprostředně předcházející příběhu hry samotné. Dlouho před vydáním hry vyšel šestidílný komiks v koprodukci BioWare, LucasArts, a Dark Horse Comics. který dostal název Star Wars: The Old Republic, Threat of Peace, jenž podrobněji rozebral události ohledně přepadení Coruscantu a podepsání mírové dohody mezi Republikou a Sithským impériem. Příběh doplnil i román s názvem The Old Republic: Deceived od Paula S. Kempa, jenž byl vydán 22. března 2011 a přinesl detaily o Darth Malgusovi, jenž velel Sithům během přepadení Coruscantu. Postupem času vyšlo několik dalších komiksů, románů a hra samotná se dočkala dalších rozšíření, jež obohatily její příběh a přinesly nové informace i ohledně tohoto konfliktu.

## Chronologie konfliktu
Příčina tohoto konfliktu byla ve skutečnosti jedna jediná, a tím byla osoba jménem Lord Vitiate. Jednalo se o sithského učence z planety Nathema, jenž netoužil po ničem jiném než po nesmrtelnosti. Prakticky celý normální život v době před rokem 5 000 BBY byl ponořen do tajů sithské alchymie a mezi ostatními sithskými velmoži byl považován za podivína. Patřil však mezi hrstku těch, kteří přežili sithský holocaust po Velké hyperprostorové válce.
Než republikové křižníky dorazily i na jeho domovinu, povedlo se mu nalákat do své pasti tisíce Sithů z ostatních panství rozpadajícího se Impéria a pomocí rituálu, který zrežíroval, je obral o životy, přičemž pohltil jejich moc a životní sílu. Stejně tak připravil o život i téměř všechny své poddané. Celou planetu Nathema tím učinil neobyvatelnou a "prázdnou" v Síle. S životem prodlouženým nejméně o tisíc let a s hrstkou přeživších Sithů se vydal do neznámých oblastí v sousedství Impéria, aby po dvaceti letech vyhýbání se republikovým a jedijským hlídkám nalezl ztracený svět Dromund Kaas. Z té Vitiate učinil svou novou domovskou planetu a znovuzaložil Sithské impérium.
Sám sebe se prohlásil za císaře a vytvořil dvanáctičlennou Temnou radu. S její pomocí postupně znovuoživil sílu Sithů a čekal na vhodnou příležitost k tomu, aby mohl ovládnout galaxii. Zatímco v Republice proběhlo několik dalších válečných konfliktů, tato skupina "pravých Sithů" potají budovala imperiální armádu s vědomím, že potrvá staletí, než bude dostatečně silná. Avšak císaře překvapila série událostí, jež mu měla umožnit vykonat jeho plány o pár set let dříve.
Po roce 4 000 BBY totiž proběhl konflikt známý jako Velká sithská válka, který proti Republice vedli padlí Jediové Exar Kun a Ulic Qel-Droma. Oba do této války zatáhli legendární Mandaloriany, kteří pak v roce 3 976 BBY odstartovali svou vlastní válku na popud Vitiateových agentů. Ti zmanipulovali vůdce Mandalorianů pomocí jeho vlastní ideologie a namluvili mu, že je jeho lid dost silný na úspěšný útok na Republiku. Ve skutečnosti měli sloužit jako předvoj. Mandaloriani však byli poraženi zásluhou dvou Jediů (Revan a Malak), kteří neuposlechli přísný zákaz rady Jediů zasahovat do konfliktu. Revan během války s Mandaloriany objevil ztracenou sithskou planetu Malachor V, kde se dověděl pravdu o existenci Vitiateova sithského impéria a o hrozbě, jež představuje. Sám Mandalore Největší mu pak před svou smrtí tyto informace potvrdil.

### Císařovy přípravy
Netrvalo dlouho a oba Jediové nalezli cestu do centra Impéria na Dromund Kaasu, avšak při neúspěšném pokusu o atentát na císaře byli zajati. Císař sám oba Jedie snadno svou mocí obrátil na temnou stranu Síly a vyslechl je. Revan se při tom zmínil o hvězdných mapách neznámé konstrukce, jež vedou k tajemné superzbrani Star Forge a císař oba dva vyslal ji najít. Darth Revan s Malakem uspěli, ale dokázali se díky moci rakatské stanice od císařova vlivu osvobodit a založili si své vlastní Impérium. Císař byl však s vývojem spokojený: Revanovo sithské impérium drtilo Republiku na celé čáře a citelně ji oslabilo, i když se nakonec sám Revan, vykoupený na světlou stranu, přičinil o ukončení této války.
Po této válce se proto císař rozhodl konat a v roce 3 954 BBY vydal rozkazy zahájit invazi do Republiky, prakticky o tři sta let dříve, než válka skutečně začala. Záměr se nezdařil, protože si Revan postupně vzpomněl na dobu, kdy prohledával Neznámé oblasti galaxie, i když ne na všechno. Přestože byl opět zajat, dokázal chystanou invazi zastavit i díky svým předchozím činům už jako sithský lord, protože se mu povedlo Republiku očistit od nekompetentních, zkorumpovaných a nepotřebných lidí, navíc díky předchozím válkám a masivní válečné výrobě měla Republika k dispozici snad nejsilnější armádu v celé epoše. Císař Vitiate se proto musel smířit s tím, že se předčasná invaze zruší, a mezitím z Revana pomocí Síly tahal informace o Republice a Jediích.
O 250 let později byla již flotila Impéria připravena k akci a imperiální rozvědka v Republice prováděla dlouhodobou špionáž s cílem získat podporu jejích nepřátel i některých přátel. Potichu dosadili loutkové vlády do vedení několika klíčových soustav. Imperiální prospektoři dokonce úspěšně kontaktovali i říši Chissů. V posledních letech před invazí bylo v armádě cvičení bojových akcí na denním pořádku, stejně tak rozmisťování válečných plavidel podél hranice Republiky.

### Válka
V roce 3 681 BBY Sithský císař viděl, že nastala vhodná chvíle, a zahájil mohutnou invazi do Republiky.

#### Pád Korribanu a obsazení Tingelského spirálního ramene (3 681 BBY)
Invaze Pravých Sithů zastihla Republiku naprosto nepřipravenou. První místo, kam imperiální flotila zamířila, byla pradávná sithská planeta Korriban, kterou tou dobou hlídala malá posádka republikové armády a Jediové: zabracký mistr Kao Cen Darach a jeho padawanka Satele Shan. Byli proto výrazně přečísleni až 30 sithskými bitevníky, kterým velel Lord Vindican a jeho učedník Malgus. Mistr Darach padl, ale díky němu se mohla zachránit Satele Shan s párem vojáků na pašerácké lodi. Sithové tak znovu zabrali svou původní domovinu. Jejich akce byla natolik rychlá, že trvalo mnoho dnů, než si toho Republika a ostatní Jediové všimli.
Ještě před tímto odhalením zaútočily další sithské bitevní lodě na několik světů v Tingelském spirálním rameni na vnějším pásu galaxie. Republika vyslala pouze diplomatickou delegaci, aby zjistila co se děje. Císař dovolil této delegaci dostat se bezpečně na místo, aby odvysílala záznam o jeho silách na Coruscant. Když vykonala svou roli ohledně vedení psychologické války, nechal ji kompletně zlikvidovat.
Republika tedy odpověděla vysláním válečných lodí, jež však padly do léčky u planet Sernpidal, Belkadan a Ruuria, z nichž už před lety agenti imperiální rozvědky udělali loutky Impéria. Republiková flotila se musela rozdělit a stáhnout, aby se zabránilo jejímu úplnému zničení. Impérium poté obsadilo všechny planety v Tingelském rameni a zaměřilo svou pozornost na Sluiský sektor, jehož hlavní svět byl kvůli fiasku Republiky v Tingelském rameni nehlídaný, přestože se zde nacházely významné zbrojní továrny a loděnice. Na dobytých světech prováděla sithská komanda neskutečná zvěrstva a popravovala kohokoliv, kdo nepřísahal věrnost Sithům.
Situací se začal zabývat i republikový senát, avšak mnoho senátorů bylo přesvědčeno, že se jednalo o pouhá povstání některých nově objevených ras, díky čemuž místo rozhodného postupu následovaly zbytečné rozpravy, prodlužované ještě zbytečnějšími procedurami. Naproti tomu Jediové se bez ohledu na obstrukce v senátu vrhli do akce a zorganizovali obranu hvězdokupy Minos. Byli si vědomi nejen hrozby, jakou Sithové představovali, ale i toho, že když půjdou příkladem, prolomí se ledy i v senátu. A byli úspěšní: miliony obyvatel Republiky se dobrovolně hlásily do armády bránit své světy. I senát začal být jednotný, nastolil konkrétní válečnou politiku a přes mnoho dosavadních proher (nejnedávnější bylo obsazení Rimmské obchodní trasy Sithy z důvodu přerušení dodávek vojenského materiálu a zásob Jediům na Minosu) vyhlásil mobilizaci.

#### Válka ve vnějším pásu (3 678 - 3 672 BBY)
Po následující tři roky se Republice povedlo prolomit blokádu Rimmské obchodní trasy a dobýt pár světů zpět. V roce 3 678 BBY sithská učednice Exal Kressh (prapravnučka bývalého Temného pána ze Sithu Ludo Kresshe) vyzradila Republice informace o pohybu imperiální flotily, aby způsobila v Impériu dostatečný chaos pro své vlastní zájmy. Republika je využila pro vpád do srdce Impéria, aby znovu zabrala Korriban. Přestože byli Sithové na druhou bitvu o tuto planetu nepřipravení, povedlo se jim útočící flotilu obklíčit a zničit.
Sithové poté odpověděli invazí na svět Balmorra, kde se vyráběli bojoví droidi. Přestože se jim to povedlo, nedokázali nad světem držet kontrolu kvůli mohutnému lidovému podzemnímu hnutí. Následovalo mnoho dalších bitev, kde Republika přicházela o významné světy a spojence. Povedlo se jim konečně vyhnat Jedie z dlouho vzdorující hvězdokupy Minos a porazili Republiku na odlehlém Illumu na Dathomiru, Agamaru i Utapau. Sithové nešetřili ani světy, jež se snažily být neutrální. Jejich řádění odnesl např. svět Manaan. Republika do roku 3 672 BBY ztratila téměř polovinu celého vnějšího pásu.

#### Dvě bitvy o Bothawui (3 671 BBY)
Impérium po zdrcujícím vítězství na vnějším pásu (a nedávném zabrání sektoru Seswenna) zaměřilo svou pozornost na střední pás, aby využilo oslabené pozice Republiky. Jako první cíl si vybrali planetu Bothawui, kde však Sithové tvrdě narazili. Bylo to poprvé v celém konfliktu, kdy byla armáda Republiky na invazi dobře připravená, chytila sithskou flotilu do pasti nalákáním na malou flotilu křižníků, zatímco ta velká čekala na pravou chvíli na odvrácené straně planety. Pro Impérium byla první bitva o Bothawui naprostým debaklem a ostudou. Ztratili zde celou eskadru válečných lodí, zatímco Republika slavila první velké vítězství od začátku války. Byla to i tolik potřebná morální vzpruha, která ovlivnila i ostatní probíhající bitvy po celé galaxii.
Sithové považovali tuto porážku za takovou potupu, že za 27 dní vyslali na Bothawui novou, mnohem silnější invazní armádu. Vypukla tedy druhá bitva o Bothawui, v níž Imperiálové bombardovali celý povrch. Na něm však bylo připraveno na 85 Jediů pod velením mistra Beltha Allusise, jimž se povedlo aktivovat včas planetární štít, a donutit tak Sithy provést výsadek asi 50 tisíc vojáků na povrch planety, aby ho mohli deaktivovat. V bothanských lesích vypukla snad nejkrvavější řež v celé válce, kde na jednoho zabitého republikového vojáka padlo na deset imperiálních. Jediové s republikovým výsadkem a speciálními jednotkami masakrovali sithské vojáky ostřelováním z blasterových kanónů z vrcholů kopců. Taktika udeř a uteč fungovala, takže byli imperiální velitelé nuceni vysazovat nové a nové mnohadesetitisícové výsadky. Jediové i s podřízenými vojáky věděli, že jsou výrazně přečísleni, avšak s pomocí místních obyvatel drželi dlouho své pozice. Přestože Republika ztrácela čím dál více mužů, byly ztráty Impéria mnohem bolestnější, protože se velitelé bláhově domnívali, že bude vítězství na Bothawui jasnou záležitostí a vůbec nezohlednili odhodlanost nepřítele.
Nakonec musel velkomoff Zellon požádat o posily. Ty dokázaly obklíčit zbylé Jedie a vojáky Republiky okolo generátoru planetárního štítu. Zellon nabídl obráncům, že je ušetří, pokud se vzdají, ale ti odmítli a o generátor bojovali doslova do posledního muže. Impérium druhou bitvu o Bothawui vojensky vyhrálo, avšak z planety se stáhlo, neboť invazní flotila utrpěla natolik kritické škody, že by neměla stejně šanci planetu udržet. De facto tato bitva znamenala remízu, ale pro Republiku byla ještě větším povzbuzením než první bitva, zejména proto, že pozastavila postup Sithů. Všichni padlí Jediové a vojáci byli za svou oběť prohlášeni hrdiny od Bothawui.

#### Patová situace (3 670 - 3 660 BBY)
Impérium změnilo taktiku a vyslalo své agenty zvané "Mistři hrůzy" (Dread Masters), aby pomocí temnostranné bitevní meditace nahnalo nepříteli při bitvách strach. Takto si usnadňovali práci, aby Republika ukvapeně stahovala své síly z míst, kde to nebylo nutné. Republikovému komandu pod vedením Jedie Jarica Kaedana se nakonec povedlo roku 3 668 BBY lokalizovat loď, z níž tito "mistři" meditovali, a úspěšně ji obsadilo. "Mistry" poté Jediové uvěznili na planetě Belsavis, kde se od nich dozvěděli spoustu zajímavých informací. Jejich zatčením Jediové značně oslabili pozici Impéria a zejména konečně zjistili, odkud se tito Sithové vlastně vzali. Planetu Dromund Kaas nebylo možné dohledat ani v archivech na Coruscantu, ani o ní nebyla zmínka v sithských artefaktech, které Jediové bedlivě studovali. Také se od "mistrů" dozvěděli, že je vede sithský císař, který přežil Velkou hyperprostorovou válku.

#### Bitva o Alderaan (3 667 BBY)
V další kampani Impéria bylo rozhodnuto, že se pustí do války přímo v dosud nedotčeném jádru galaxie. Vybrali si Alderaan kvůli její strategické pozici a kvůli faktu, že tato planeta odjakživa představovala nositele morálních hodnot Republiky, a její ztráta by byla pro nepřítele velmi bolestná. Akci velel Darth Malgus, nově povýšený Temný pán, a nejprve odlákal flotilu planety mimo soustavu. Pak už jen snadno obsadil hlavní město planety a zajal královskou rodinu Panteerů. Toto snadné vítězství Malguse netrvalo dlouho. Alderaanská flotila sice byla pryč, ale na planetě zanechala Republika početný výsadek svých vojáků pod velením rytířky Jedi Satele Shan, který se v lesích připravoval na bitvu o osvobození.
V jedné z bitev, které se účastnil Darth Malgus osobně, se rytířka Satele znovu utkala v boji se světelnými meči s vrahem svého mistra a porazila ho. Její podřízení i přes počáteční nesnáze v bitvě uspěli a Malgus se ocitl zavalený kameny, přesto přežil, byť vážně zraněn, a unikl z planety. Po bitvě se totiž do Alderaanu vrátila flotila, aby toto vítězství potvrdila.
Následujících několik měsíců dokázala Republika držet šňůru vítězství a osvobodila spoustu světů ve středním pásu. Jediové také obnovili svou tvrz ve hvězdokupě Minos a natáhli na sebe pozornost části imperiální armády, která chyběla jinde.
Vojenští vůdci Impéria po těchto porážkách přiznali, že už jejich blitzkrieg fungovat nebude a pověřili rozvědku hledáním nových mocných spojenců. Sithský císař zneužil Mandaloriany pro své záměry už jednou před více než třemi stoletími, nyní přišel čas udělat to znovu. Jenže jejich klany byly toho času roztříštěny, takže je bylo nutné nějakou spolehlivou osobou sjednotit. Agenti Impéria si pro tento účel vybrali na Geonosis gladiátora, kterému zařídili výhru uplynulé sezóny, pověst "Mandaloriana", a v publiku vyvolávali při každé jeho následující výhře skandování "Mandalore!!" To záhy přitáhlo pozornost ostatních Mandalorianů, kteří ho přijali za svého vůdce jako Mandalora Menšího.
Válka mezitím pokračovala a roku 3 664 BBY se udála bitva o Hoth, kde republiková flotila utrpěla značné škody. Zničených lodí se navíc chopili piráti. Impérium tohoto oslabení využilo tři roky poté.

#### Mandalorianská blokáda Hydianské cesty (3 661 BBY)
Mandalore Menší v roce 3 661 BBY dokončil sjednocování mandalorianského lidu a vyhlásil Republice válku, aby si zabojoval proti dle jeho názoru nejnebezpečnějším oponentům: Jediům. Na příkaz svých sithských "rádců" obsadil se svou flotilou Hydianskou cestu, což byla nejdůležitější obchodní tepna Republiky, na níž zatím Sithové nedosáhli.
Jejím odříznutím Republika ztratila přístup k surovinově bohatým světům a ekonomika centrálních světů se začala rychle sypat. Odpověď přišla rychle, ale Jediové byli Mandaloriany poraženi a museli se stáhnout na Devaron. Na Coruscantu nastal kritický nedostatek některých surovin a na ostatních světech se zastavila zbrojní výroba, což vedlo k pouličním nepokojům a demonstracím. Galaktický senát začal dokonce uvažovat o kapitulaci, když další pokusy o prolomení mandalorianské blokády neuspěly.
Objevil se však nečekaný hrdina. Hylo Visz byla známou pašeračkou a toužila prorazit blokádu s vidinou velké částky, kterou by za její kontraband v jádru galaxie zaplatili. Zorganizovala pašeráckou flotilu plně naloženou nedostatkovými surovinami, aby zaměstnala tupé Mandaloriany u jejich stanoviště provokacemi. Jakmile Mandaloriani opustili své pozice, aby nákladní lodě sestřelili, vynořila se přímo v místě, které měli Mandaloriani střežit a posty opustili, Hylo Visz s druhou flotilou malých bojových stíhaček a překvapivým napadením zezadu vyklidila pro nákladní lodě prostor. Republiková výzvědná služba situaci monitorovala a vyburcovala Jedie a republikovou flotilu, aby pašeračce pomohli.
Mandalore Menší byl buď během bitvy, nebo krátce po ní zavražděn novým vůdcem, Mandalorem Právoplatným. Jeho příslušnost sice byla neznámá, ale postaral se o to, aby jeho lid už nadále nebyl pro Republiku vážnou hrozbou, zatímco "plnil" příkazy nadřízených svého předchůdce, aby se vyhnul jejich odplatě.
Hylo Visz díky tomuto úspěšně provedenému prolomení blokády pohádkově zbohatla a stala se cenným spojencem a hrdinkou Republiky. Její služby by se hodily i jinde pro její talent vymyslet řešení v neřešitelných situacích, ale krátce po svém úspěchu byla zavražděna při pokusu podvést Hutty.

#### Protiúder (3 660 BBY)
Když se Republika vzpamatovala z následků mandalorianské blokády, provedla úspěšně záchrannou operaci na planetě Ord Radama. Planeta byla obsazena Sithy pod velením Dartha Venemala, ale nebyla Impériem vůbec zásobována. Při bitvě o Ord Radamu utrpěl jeden ze sithských křižníků vážné poškození a zřítil se do hlavního města planety, kde zcela zlikvidoval velín místních imperiálních sil. Darth Venemal byl mrtev a jeho zbylé křižníky uprchnuly.
Následně se republikové síly zakously do srdce Sithského impéria. Menší jednotka zaútočila na Korriban, což Darth Malgus správně vyhodnotil jako zástěrku. Flotila jinak zaútočila přímo na bývalou sithskou metropoli Ziost. Tato planeta sice byla zmrzlá a pustá, ale její poloha umožňovala podnikat útoky na další sithské světy, na Korriban, a hlavně z ní šlo zaútočit přímo na Dromund Kaas. Boje o Ziost trvaly několik měsíců a Sithové vynaložili značné prostředky, aby republiková vojska z této planety vyhnali, protože republiková základna na této planetě představovala velmi vážnou bezpečnostní hrozbu.

#### Obnovená ofenzíva Impéria (3 660 - 3 653 BBY)
Impérium krátce po ubránění Ziostu zahájilo kampaň na znovudobytí republikou obsazených světů. Darth Malgus si na Temné radě vynutil garanci, že už jeho armáda nikdy nebude trpět nedostatky v zásobování, jež byly málem příčinou průšvihu na Ziostu. Na blízké planetě Serenno navíc začali Jediové připravovat další pevnost, jež by mohla jádro Impéria také ohrozit. Sithové sice planetu dokázali téměř beze ztrát obsadit, ale Jediům se povedlo uprchnout a zabili nastrčeného imperiálního špeha, který měl za úkol zabít jejich mistra. Obyvatelé Serenna proti imperiální přítomnosti mohutně protestovali, ale Darth Malgus jejich odpor utopil v krvi.
Ještě téhož roku (3 660 BBY) nařídil císař Darth Malgusovi, aby znovu dobyl svět Ord Radama a pomstil zde předchozí porážku. Malgus osobně velel této operaci, jež trvala několik měsíců a která se k potěšení tohoto Sitha zvrhla v nepřetržitá krvavá jatka. Kampaň pokračovala i nadále, ale Impérium nedokázalo bez nových otroků a nových válkou nedotčených světů být tolik úspěšné. Z důvodu vyčerpání se proto objevily opět další problémy se zásobováním.
Pozornost se upnula na odlehlou planetu Rhen Var, kterou Impérium zamýšlelo využívat jako testovací subjekt pro zbrojní průmysl. Na tom měla velký zájem sithská lady Darth Mechis, která s mohutnou invazní armádou lehce smetla slaboučkou posádku. Zanedlouho ale na Rhen Var dorazily republikové posily v čele s Jedii Syo Bakarnem, Belou Kiwiikswm, Jaricwm Kaedanwm a mistryní Satele Shan. Sithové se jejich postup snažili zastavit otráveným plynem, ale neuspěli. Satele Shan pak vedla osobně útok na pevnost Darth Mechis, která chtěla vyzkoušet svou novou "chaosférickou" zbraň. Sithové si byli jisti vítězstvím, ale Satele Shan dokázala s ostatními přemoci stráže, vyzvala na duel se světelným mečem tuto sithku a vyhrála. Tím zajistila Republice vítězství.
S blížícím se koncem se bojovaly ještě další bitvy a to o Dantooine a o Balmorru, kde nadále probíhal konflikt mezi Sithy a Republikou podporovaným podzemním hnutím.
Válka se Impériu stále více prodražovala a císaře její průběh, který se po skončení mandalorianské blokády víceméně nikam nehnul, přiměl k nemyslitelnému: začal požadovat mír, aby se Impérium "zotavilo" a vyčistilo od "zrádců". Při tom ale vymyslel mistrovský plán, jak dočasným pozastavením konfliktu získat co nejvíce.

### Mírové rozhovory (3 653 BBY)
Císař nařídil zastavit marnou ofenzívu směrem do centra galaxie v momentě, kdy na tom po 28 letech válčení nebyla dobře ani Republika. Vyslal tedy zástupce z řad Temné rady, aby nabídli republikovému senátu mírovou dohodu. Republika i Jediové byli tímto krokem překvapeni a zaskočeni, protože to bylo vůbec poprvé v historii, kdy Sithové udělali něco podobného. Že to Sithové míní vážně, ukázali tím, že zastavili kampaň na mnoha frontách ve vnějším a středním pásu.
Jediové považovali tuto nabídku za klam, takže doporučili senátu jednání o míru odmítnout nebo postupovat s nejvyšší opatrností. Senát se rozhodl ke kulatému stolu se Sithy zasednout s tím, že za současné situace se ta válka stejně nedá vyhrát a táhla by se možná ještě několik desetiletí. Když už nic jiného, mírová dohoda by umožnila aspoň Jediům a republikové armádě obnovit své síly. Senátoři však požádali velmistra Zyma, aby senátní delegaci na jednání doprovodil tým Jediů. Setkání se zástupci Temné rady se uskutečnilo na Alderaanu.
Jediové se však nemýlili. Jednání o míru na Alderaanu byla skutečně lest.

#### Útok na Coruscant
V době, kdy probíhaly na Alderaanu rozhovory mezi zástupci obou stran, zahájili Sithové dlouho připravovanou operaci: útok na Coruscant. Akci veleli tři temní lordi, Adraas, Darth Angral a Darth Malgus, jenž vedl malou letku, která měla za úkol zaútočit přímo na chrám Jediů. Než mohli operaci uskutečnit, museli vypnout planetární obranu, což provedla mandalorianka Shae Vizla. Malgus se mezitím vydal do chrámu napřed a pěšky společně se svou twi'leckou otrokyní a později manželkou Eleenou Daru, aby spolu upoutali pozornost všech přítomných Jediů. Než však dostal od Vizly signál, prohlíželi si město.
Pak se vydali přímo do chrámu. Jak všichni Jediové v čele s mistrem Zallowem nevěřícně zírali, že se vysoce postavený Sithský lord dostal nikým nezpozorován na Coruscantu až do chrámu Jediů, prorazila nákladní loď NG2 gully jumper, kterou Malgusovi Sithové potichu infiltrovali a ukradli na corruscantské oběžné dráze, dle předem domluveného signálu vstupní bránu, zničila velkou síň, zabila několik Jediů a zastavila se až před Malgusem a Daru. V chrámu pak proběhla velkolepá bitva mezi padesáti Sithy a Jedii. Mistr Zallow se pustil do Malguse a málem se mu povedlo zabít jeho ženu Daru, což sithského pána rozzuřilo a Zallowa popravil. Jak tento jedijský mistr umíral, viděl jen coruscantskou oblohu přeplněnou stovkami sithských válečných plavidel pod velením Darth Angrala.
Angralova flotila zničila coruscantský bezpečnostní systém a zahájila kobercové bombardování povrchu okolo chrámu Jedi. Ten byl poté turbolasery úplně zničen a Darth Malgus se jen se svými spolubojovníky posadil na lavičky před chrámem a bavil se, jak celé galaktické město, které si ještě před pár minutami v přestrojení za turisty prohlížel, hoří v plamenech. Nejvyšší kancléř Berooken se snažil rychle kontaktovat vyjednavače o míru na Alderaanu, avšak byl zavražděn Darth Angralem dříve, než se mu povedlo zprávu odeslat. Senátoři, kteří ze senátní čtvrtě včas neuprchli, byli také zavražděni.
Sithové po zničení chrámu a obsazení senátní budovy nadále bombardovali povrch, vyvražďovali obyvatelstvo a piloti stíhaček se bavili pronásledováním civilních kluzáků mezi hořícími vesmírodrapy a sestřelovali je. Obyvatelstvo se stáhlo do podpovrchových pater galaktického města, kde byli relativně v bezpečí, pokud se nezbortily stropy z bombardování nebo sithská komanda nevtrhla dolů za nimi, což zapříčinilo další velké množství mrtvých.
Během bitvy zemřelo šest členů Rady Jediů včetně velmistra (tedy polovina Rady) spolu s bezpočtem dalších rytířů. Přežili ti, kteří měli za úkol odvést obyvatelstvo do bezpečí v podzemí. Impérium se muselo na oběžné dráze připravit na obranu, protože se ke Coruscantu blížilo několik roztroušených, ale silných letek republikové armády, avšak povedlo se jim pozice udržet. Impérium kvůli této bitvě přerušilo bombardování a zničilo všechny komunikační satelity, čímž dokončilo svůj útok na Coruscant.
Sithové pak vyhlásili ve zničeném Galaktickém městě stanné právo a planetární blokádu a odpírali přeživším stovkám miliard obyvatel přístup k lékařské péči a potravinám. Žádná Sithy neautorizovaná loď nesměla na planetu ani z planety. Malgus pak zablokoval všechny hyperprostorové cesty okolo Coruscantu. Celou planetu tedy Sithové drželi jako rukojmí.

#### Jednání na Alderaanu
Na Alderaanu usedl za Sithy jako hlavní vyjednávač Darth Baras a se svým protějškem, senátorem Paramem Am-Risem jednali o podmínkách. Jemu dělaly ochranku mistryně Satele Shan a Dar'Nala. O tom, co se děje v galaktické metropoli, však neměli republikoví vyjednavači ani potuchy. Přestože nejvyšší kancléř Berooken nedokázal odeslat na Alderaan včas zprávu, dozvěděla se trojice o jeho vraždě a obsazení Coruscantu díky otevřenému holonetovému kanálu z jeho kanceláře. Mezi Jedii a Sithy vypukla krátká bitva se světelnými meči, ale Darth Baras oběma mistryním důrazně připomněl, že má nyní Impérium nad Coruscantem naprostou kontrolu a pokud nechtějí, aby byl hlavní svět Republiky úplně zničen, musí usednout znovu ke stolu.
Sithové začali své podmínky, které dosud mohli republikoví delegáti odmítat, stupňovat a dalšími výhrůžkami si vynutili jejich akceptování. Satele Shan i Dar'Nala je nadále tvrdohlavě odmítaly, ale velmistr Zym ještě, než na Coruscantu zemřel, jim pověděl, že se musí podvolit, má-li zůstat Coruscant zachován. Druhý den tedy Darth Baras donesl finální verzi pro Republiku nevýhodného dokumentu, jež ukončil tuto válku, vlastnoručně podepsanou jeho pánem, Lordem Vitiatem. Svůj podpis tedy připojil i senátor Am-Ris a válka byla oficiálně ukončena s tím, že Republika uznává Sithské impérium jako vítěze. Tento dokument vešel do dějin jako Coruscantská dohoda.

#### Coruscantská dohoda
Na základě podmínek, které byly dohodnuty nebo Sithy vynuceny, se obě strany konfliktu musely provést následující:
- Zastavení všech bojů a stažení republikových vojsk a příslušníků řádu Jedi ze všech bojišť v Galaxii do konkrétního data
- Pokud nebylo datum stažení dodrženo, byli Sithové oprávněni tuto část armády napadnout a zničit.
- Republikový perzonál provádějící stažení vojsk dle této smlouvy musel hlásit každý přílet a odlet lodi ze světů pod kontrolou Sithů, odkud se republiková vojska stahovala. Na základě dodatku, kterou si Baras vymohl, bylo Impérium oprávněno sledovat republikové důstojníky svými protokolárními droidy a připomínat jim podmínky dohody.
- Odevzdání mnoha republikových světů Sithům (což znamenalo rozdělení galaxie napůl mezi Republiku a Sithské impérium) a zrušení zastoupení těchto světů v republikovém Senátu. Mezi tyto světy patřila řada dávných republikových spojenců a partnerů (např. Bothawui a Rodia), ale paradoxně i sedm neobydlených planet.
- Sithské impérium je povinno odevzdat Coruscant zpět Republice a stáhnout své síly zpět za hranice Republiky, vytyčené novými hranicemi

### Křehký mír a následky konfliktu (3 653 BBY)
Senátor Am-Ris se vrátil na Coruscant, který Sithové na základě dohody vyklidili, a se stal dočasným úřadujícím nejvyšším kancléřem, aby dohlížel spolu s Jedii na plnění mírové smlouvy. Běžné obyvatelstvo konec války přijalo s obrovskou úlevou, zatímco menšina obyvatel (stejně tak i několik vládních představitelů) volala po pokračování konfliktu, což vedlo k odtržení několika dalších světů od Republiky. K nejhlasnějším odpůrcům míru se Sithy byl paradoxně i Alderaan, jindy znám pro svou mírumilovnost, ale v této válce a zejména po bitvě o Alderaan se mentalita změnila v pravý opak. Když se korunní princ Gaul Panteer na prvním jednání senátu po podpisu dohody dozvěděl o jejím znění, ve vzteku opustil Coruscant se slovy, že od teď je Alderaan nezávislým světem. O pár dnů později byl zavražděn a na Alderaanu vypukla vleklá občanská válka o moc. Na Ord Mantellu vypukla podobná občanská válka mezi guerillou požadující odtržení od Republiky a loajalistickou, leč zkorumpovanou vládou. Když úřadující nejvyšší kancléř Am-Ris v senátu oznamoval, které planety budou od nynějška součástí Impéria, byl při čtení dlouhého seznamu např. rodianský senátor Mareesh natolik rozčílen, že opustil budovu ještě dřív, než se dostala na jeho domovinu vůbec řada a než si mohl vyslechnout vysvětlení. Takto rozčílení a zklamaní mohli být i obyvatelé všech dotyčných planet.
Velkou hrozbou pro mír byla rytířka Jedi Aryn Leneer, jež toužila pomstít smrt svého mistra Zellowa na Darthu Malgusovi, jenž byl nějaký čas po podpisu dohody stále přítomen na Coruscantu. Tento temný pán byl mírovou dohodou natolik znechucen, protože ve skutečnosti toužil obrátit celou Republiku v prach. Proto na tuto rytířku netrpělivě čekal, aby mohl konflikt obou superstátů zase vyvolat. Jediové střetu zabránili tím, že Leneeru ještě před jejím příletem na Coruscant vyloučili z řádu. Proto tedy vyzvala Malguse na souboj ne jako Jedi, ale jako obyčejný jedinec, což Darth Malguse urazilo podobně jako celý mír. Nechal ji proto po její porážce žít a zapřísahal se, že zabije všechny sithské politiky, kteří celý mírový proces vymysleli nebo podporovali, a opustil Coruscant, aby si v neznámých oblastech vybudoval svou vlastní mocenskou základnu.
Řád Jedi utrpěl v této válce velkou porážku jak vojensky, tak na cti a popularitě. Někteří jako mistryně Nar'Dala opustily řád a vydali se na cestu pomsty nebo jiný typ boje. Shromáždila několik dalších Jediů a vojáků, aby zabili Darth Barase. Při incidentu v Kuatském sektoru mezi republikovými a imperiálními tajnými agenty na lodi Envoy stahující se z bojišť fingovala svou smrt a založila teroristickou organizaci, která prováděla bombové útoky po celé galaxii, i v Impériu, a spáchala atentát i na množství senátorů, kteří vyjádřili souhlas s mírovými podmínkami. Nakonec ji zastavila její bývalá kolegyně Satele Shan spolu s Darth Barasem. Její činy totiž málem konflikt obnovily a řád je musel před veřejností ututlat.
Přesto se Jediové za prohru v této válce, za incident při vyjednávání o míru a zejména za roli Nar'Daly po skončení bojů dočkali trestu. Republikový senát svedl veškeré viny (své vlastní především) právě na Jedie a obvinil je z porušení přísahy Republice o ochraně. Obyvatelstvo Republiky tuto protijedijskou rétoriku přijalo. Také proto a i kvůli potřebě obnovit nejprve jiné části Coruscantu byly restaurátorské práce na chrámu Jedi záměrně oddalovány. Rada Jediů se proto rozhodla, že bude lepší Coruscant a Republiku úplně opustit. Satele Shan se stala novou velmistryní řádu a nechala ho celý přesunout na znovuobjevenou domovinu Jediů: na Tython, který se nacházel v hlubokém jádru galaxie mimo Republiku. Tento úprk byl však jen vodou na mlýn protijedijským náladám. Jediové však nalezli klid na to, aby se zkonzolidovali a mohli Republice pomáhat na dálku, zatímco se Republika utápěla v depresi a hospodářském úpadku. Jediové pověřili mistra Gnost-Durala, aby provedl záznam uplynulých událostí a analýzu veškerých souvisejících historických událostí. Ten došel k závěru, že uplynulý konflikt Sithové připravovali několik staletí.
V Sithském impériu bylo vítězství chápáno jako vrchol imperátorovy moci a všichni pociťovali fakt, že Republika stále existuje jen z jeho milosti. Mír však Impérium brzy začalo pomalu trhat na kusy, protože jednotliví Sithové začali hledat záminky k vnitřním rozbrojům, nejvíce patrnými mezi sithskými lordy Angralem a Barasem. První jmenovaný měl možnost rozdrtit Republiku a Jedie při dobytí Coruscantu jednou pro vždy, ale Barasova mírová dohoda mu to znemožnila. Angrálova vražda kancléře Berookena zase málem ohrozila Barasův život, když musel čelit dvěma jedijským mistrům. V Temné radě se pak navzájem obviňovali z neplnění Coruscantské dohody a konflikty, o nichž byla řeč výše, sváděli jeden na druhého, přestože příčiny byly jiné. To jim ale došlo až, když se navzájem vyzvali na Korribanu na souboj.
Přestože byl jejich konflikt vysvětlen, bylo v Temné radě dusno i nadále, protože imperátor Lord Vitiate ztratil zcela zájem na úplné ovládnutí galaxie, svou světskou moc přenechal zcela v rukou Rady a začal se věnovat jen svým vlastním zájmům. Sithové po podpisu dohody ukončili partnerství s Mandaloriany, mezi nimiž došlo také ke vnitřním rozbrojům. Mandalora Právoplatného vyzval na souboj Jicoln Cadera, který požadoval orientaci na Republiku. Se stávajícím Mandalorem však prohrál, ale dovolil ostatním, aby se nechávali za těžké peníze najímat kýmkoliv jako žoldnéři. Mandaloriani však potom zůstali celkově v deziluzi a začali Sithy opovrhovat, neboť mír chápali jako jejich slabost a neschopnost zatočit s politikařením uvnitř Impéria.
Republika a Impérium však své závazky dodržely a nový konflikt nevypukl, protože nebyl pro ani jednu stranu žádoucí. Přesto některé menší konflikty vypukly. Plynuly ze záměrné sabotáže republikových komandérů nesouhlasících s mírem nebo z provokací nebo z nedodržení termínů stažení vojsk. Vedení obou superstátů potají začalo hledat výhody, jaké nad svým někdejším nepřítelem využije ve válce následující, protože věděly, že tento mírový stav nepotrvá věčně. Republika proto začala s výcvikem speciálních komand, aby byla připravená. Celá galaxie vstoupila do dvanáctileté epochy, zvané Studená válka.